# Haliç-Brücke
Die Haliç-Brücke (türkisch Haliç Köprüsü) ist eine Straßen- und Autobahnbrücke, die die Autobahn Otoyol 1 und örtliche Verbindungsstraßen über das Goldene Horn (türkisch Haliç) im europäischen Teil von Istanbul führt.

## Beschreibung
Das rund 1 km lange Bauwerk steht im hinteren, nordwestlichen Teil des Goldenen Horn in 22 m Höhe über den Stadtvierteln Sütlüce und Halıcıoğlu am Nordufer und dem unmittelbar neben der Theodosianischen Mauer liegenden Teil von Eyüpsultan am südwestlichen Ufer, mit denen es durch große Verteilerbauwerke verbunden ist.
Die Haliç-Brücke besteht aus drei dicht nebeneinander stehenden stählernen Brückenbauwerken, der mittleren, älteren Autobahnbrücke und beidseitig je einer späteren Straßenbrücke.
Die Autobahnbrücke hatte ursprünglich je drei durch einen Mittelstreifen getrennte Fahrspuren und je einen Gehweg. Seit 2008 hat sie in der Mitte zwei abgetrennte, für den Metrobüs reservierte Fahrspuren sowie in nördlicher Richtung unverändert drei, in südlicher Richtung dagegen nur noch zwei Fahrspuren für den allgemeinen Verkehr sowie unverändert je einen Gehweg. Die beiden im Abstand von 9 m danebenstehenden Brücken haben jeweils zwei Fahrspuren in einer Richtung sowie einen schmalen Pannenstreifen und einen Gehweg.
Die Autobahnbrücke wurde in den Jahren 1971 bis 1974 von einem Joint Venture aus der japanischen Ishikawajima-Harima Heavy Industries und Julius Berger-Bauboag gebaut. Die seitlichen Brücken wurden 1994 bis 1998 von einem Joint Venture aus IHI und den türkischen Unternehmen Enka und Bayindir errichtet.